# Choral-Synagoge (Samara)

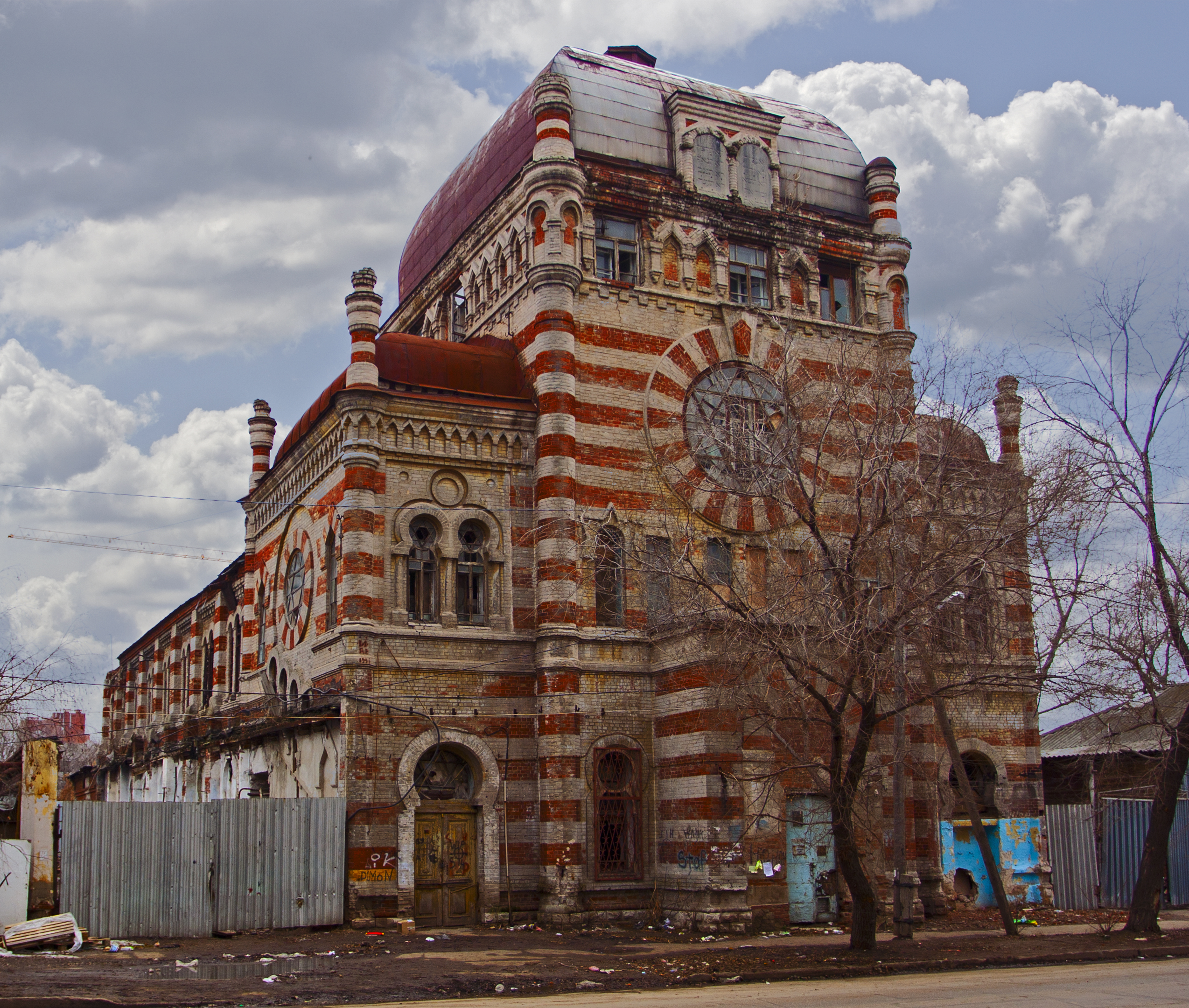
Die Choral-Synagoge (2008)

Die Choral-Synagoge ist die Synagoge in Samara im Föderationskreis Wolga in Russland. Sie wurde 1908 vom Architekten Selman Kleinerman gebaut.

## Bau
Der Bau der Synagoge erfolgte aufgrund der wachsenden jüdischen Bevölkerung in Samara, nachdem die beiden bis dahin bestehenden Gebetshäuser nicht mehr ausreichten. Nach Genehmigung des Bauantrags begann 1903 der Bau des Gebäudes mit 1000 Plätzen.

## Eröffnung der Synagoge
An der Vorderseite des Gebäudes verzeichnet eine Gedenktafel jene, die sich um die Errichtung der Synagoge verdient gemacht haben. Dazu zählen der Architekt Selman Kleinerman, sein Gehilfe Rafail Margulis und die finanziellen Unterstützer des Baus. Finanzielle Hilfe erbrachten auch russische Kaufleute und Handwerker.
Die Eröffnung der Synagoge wurde mit einem Feiertag in der Stadt gewürdigt. Die Zeitschrift "Gorodskoj Westnik" berichtete, dass die Eröffnung unter Beteiligung von Stadtbürgermeister, Vizegouverneur, Ratsmitgliedern und einer breiten Öffentlichkeit erfolgte. Nach dem feierlichen Entzünden des Ner Tamid wurden Champagner und Frühstück gereicht.

## Während der Sowjetzeit
1929 wurde die Synagoge geschlossen. Das Gebäude war danach ein Kulturpalast und später eine Brotfabrik.

## In der heutigen Zeit
Derzeit wird die Synagoge restauriert.